# Santa Barbara (soap)
Santa Barbara is een Amerikaanse soapserie die door NBC werd uitgezonden van 30 juli 1984 tot 15 januari 1993. In totaal werden er 2137 afleveringen gemaakt. Hoewel de serie verschillende Emmy Awards won, waren de kijkcijfers in Amerika nooit om over naar huis te schrijven. De serie deed het dan ook veel beter in Europa, waar het succes vooral in Frankrijk en Rusland opvallend was. In België werd de serie op VTM uitgezonden. In Nederland was de serie van 1990 tot 1991 op Veronica en TROS te zien. Daarna nam RTL 4 het over. De soap was vrij populair totdat de zender het tijdstip van uitzenden veranderde. Deze actie was vermoedelijk om plaats te maken voor As the World Turns.
In 1999 stopte RTL 4 helemaal met Santa Barbara omdat de contracten met de producent niet werden verlengd. Hierdoor hebben de kijkers nooit de kans gehad om het laatste half jaar van de soap te zien. Ondanks protesten van de fans hield RTL 4 voet bij stuk.

## Het verhaal
De soapserie draait om de rijke families Capwell en Lockridge. De hoofdrollen worden vertolkt door Marcy Walker en A Martinez als Cruz en Eden. Eden is een rijkeluisdochter en Cruz is een Mexicaans agent. Ze maken veel tegenslagen mee, waaronder moordaanslagen, verkrachtingen, een kind bij een andere vrouw, andere huwelijken en afkeuring van hun families. Tot ergernis van de kijkers trouwen ze pas na vier jaar. De schrijvers doen er echter alles aan om Cruz en Eden als getrouwd stel interessant te houden, en dat lukt aardig tot het vertrek van Walker. Andere koppels waren eveneens populair, waaronder Julia en Mason, Keith en Gina, C.C. en Sophia, Kelly en Robert, en Lionel en Augusta.

## Achtergrond
Santa Barbara was een soap met een ferme 'tongue in cheek': SB kon als een soap de draak steken met het genre 'soap'. De serie werd bedacht door Jerome en Bridget Dobson, die destijds in het echte Santa Barbara woonde. Achter de schermen was er altijd veel aan de hand. Elke zes maanden verdwenen er wel acteurs uit de serie en ook werden schrijvers met regelmaat ontslagen. Ondanks deze situatie bleken de makers in staat om enige continuïteit te bewaken. De concurrentie in Amerika was desondanks moordend. De twee populairste soaps werden op hetzelfde tijdstip uitgezonden en dit maakte het moeilijk voor de nieuwe serie om een publiek te vinden.
Wel werd Santa Barbara erkend bij de Emmy Awards, hetgeen vrij uitzonderlijk was voor een nieuwe productie. Drie jaar achter elkaar wonnen de makers de prijs voor 'Beste Soap'. Ook de acteurs vielen regelmatig in de prijzen. Er wordt gedacht dat NBC de serie hield vanwege deze onderscheidingen en een zeer trouw publiek. Soapmagazines kregen bijvoorbeeld de meeste post over Santa Barbara.
Er vonden veel bizarre situaties in de serie plaats: Gina stal het sperma van C.C. Capwell en raakte zwanger. Ze beviel van haar zoon, Channing Creighton Capwell II, in een dierenkliniek tijdens Kerst. De eerste liefde van Mason Capwell, ex-non Mary Duvall, werd verpletterd door de "C" op het dak van het Capwell Hotel. Eden Capwell verliet de soap in schizofrene toestand. Ze deed zich onder meer voor als haar overleden broer Channing. Na haar moeder te hebben neergeschoten, stapte ze in een limousine om voorgoed afscheid te nemen van Santa Barbara. De chauffeur was Stephen J. Cannell, de nieuwe werkgever van actrice Marcy Walker. Gina dwong C.C. Capwell om met haar te trouwen. Ze had het enige bewijs om in een moordzaak de onschuld van zijn dochter te bewijzen. C.C. ging met tegenzin akkoord, maar alleen Gina kon oprecht verbaasd en verdrietig zijn dat de Capwells haar vervolgens niet mochten. C.C. zette zijn dood in scène om van Gina af te komen, maar zijn bedrog kwam uit toen Keith Timmons een naald in het "lijk" duwde. Ook opmerkelijk was de scène waarin de rolwisseling plaatsvond! Op het moment dat Mason keihard door Dash Nichols wordt geslagen, werd Mason gespeeld door Terry Lester. Toen Mason opstond na de klap, werd Mason gespeeld door Gordon Thomson.

## Conflicten
Tijdenlang ging het gerucht dat Nancy Grahn (Julia) en Lane Davies (Mason) elkaar wel konden schieten. Een Duits magazine beweerde zelfs dat Lane in zijn contract wilde vastleggen dat hij "Julia" niet meer hoefde te kussen. In de soap gaven ze namelijk gestalte aan een romantisch koppel. In het echt was er echter zoveel conflict dat Lane Davies de serie in 1989 verliet. De rol van Mason werd overgenomen door een andere acteur. Jaren later gaven de acteurs het conflict toe en ook dat ze destijds een relatie hadden gehad. Tegenwoordig kunnen ze het weer goed met elkaar vinden. Van 2002 tot 2004 waren ze weer samen te zien in een soap: "General Hospital".
Bridget Dobson, de bedenkster van de serie, werd in 1987 door NBC verbannen. Ze was hier woedend over en het veroorzaakte grote onenigheid binnen het bedrijf. Toen "Santa Barbara" in 1988 haar eerste Emmy won, rende Dobson het podium op om de prijs in ontvangst te nemen. De nieuwe producer was daardoor net te laat en kon nog slechts toekijken hoe Dobson haar toespraak hield. Eerlijkheid gebiedt wel te zeggen dat Dobson verantwoordelijk was voor het jaar waarvoor "Santa Barbara" de prijs had gekregen. Begin jaren negentig kwam het eindelijk tot een schikking. Dobson en haar echtgenoot kwamen terug bij de serie, maar bleken niet in staat om het momentum terug te krijgen.

## Rolwisselingen
Zoals veel langlopende soaps, kende SB ook heel wat rolwisselingen. Elk Capwell kende meerdere gezichten, op Eden na. De producers bleven ongelukkig met de casting van C.C. Capwell, waardoor vier acteurs die rol tussen 1984 en 1985 gespeeld hebben. Na het vertrek van Robin Wright Penn nam de voormalige Playmate/fotomodel Kimberley McArthur de rol van Kelly Capwell over. Ondanks de gelijkenis met Wright, werd McArthurs contract niet verlengd. Tegen de tijd dat Cruz en Eden naar Parijs vertrokken, nam Carrington Garland de rol van Kelly met veel succes over. Na Garland werd het Eileen Davidson die de laatste Kelly mocht zijn, dat met wisselende succes. Davidson had 'pech' dat Kelly een relatie begon met Cruz, dat woede bij fans veroorzaakte. De Britse Shirley Ann Field kon de werkdruk bij SB niet aan, waardoor Pamela Capwell Conrad later door de ervaren soapactrice Marj Dusay gespeeld werd. Mason Capwell was achtereenvolgens gespeeld door Lane Davies, Terry Lester en Gordon Thomson. Vele fans beschouwen Davies als de beste Mason. Niemand kan Linda Gibboney als Gina Capwell herinneren, doordat Robin Mattson het meest bekend als Gina was. Vele afleveringen waarin Linda Gibboney van partij was als Gina, waren nooit op de Nederlandse TV vertoond.

## De laatste aflevering
In Nederland is de laatste aflevering nooit te zien geweest. Fans van Cruz en Eden werden teleurgesteld toen noch A Martinez, noch Marcy Walker teruggebracht werden voor het afscheid. De gebeurtenissen in de laatste aflevering hadden voornamelijk invloed op de nieuwere karakters. Elk personage vond het geluk in de liefde, waaronder Warren en B.J. die in de laatste aflevering in het huwelijk traden. Verder verzoenden C.C. en Sophia zich, was Gina gelukkig getrouwd met Lionel Lockridge, raakte Julia weer zwanger van Mason en had Kelly een nieuwe liefde gevonden. In de laatste scène dansten alle paren met elkaar, ondersteund door het lied Don't Say Goodbye. Aan het einde van de aftiteling zag het publiek hoe producent Paul Rauch zijn peuk op de grond gooide om deze vervolgens plat te trappen.

## Hoofdrollen
| Rol                   | Acteur               | Jaren            |
| --------------------- | -------------------- | ---------------- |
| Robert Barr           | Roscoe Born          | 1989-90; 1990-91 |
| C.C. Capwell          | Charles Bateman      | 1984-86          |
| C.C. Capwell          | Jed Allan            | 1986-93          |
| Eden Capwell Castillo | Marcy Walker         | 1984-91          |
| Kelly Capwell         | Robin Wright         | 1984-88          |
| Kelly Capwell         | Kimberly McArthur    | 1988-89          |
| Kelly Capwell         | Carrington Garland   | 1989-91          |
| Kelly Capwell         | Eileen Davidson      | 1991-93          |
| Cruz Castillo         | A Martinez           | 1984-92          |
| Dr. Scott Clark       | Vincent Irizarry     | 1987-89          |
| T.J. Daniels          | Christopher Mayer    | 1987-89          |
| Celeste DiNapoli      | Signy Coleman        | 1988-89          |
| Jeffrey Conrad        | Ross Kettle          | 1986-89          |
| Augusta Lockridge     | Louise Sorel         | 1984-86; 1988-91 |
| Minx Lockridge        | Dame Judith Anderson | 1984-87          |
| Minx Lockridge        | Janis Paige          | 1990-93          |
| Marisa Perkins        | Valorie Armstrong    | 1984-86          |

## Andere rollen
- Jane Rogers (Heather Donnelly) 1988-89
- Ally Walker (Andrea Bedford) 1988
- Christopher Norris (Laura Asher) 1989-90
- Michelle Nicastro (Sasha Schmidt) 1989-90
- Mitchell Ryan (Anthony Tonell) 1989
- Sue Bugden (Renfield) 1989-90
- Michael Durrell (Dr. Alex Nikolas) 1987-88
- Marj Dusay (Pamela Capwell Conrad) 1987-88; 1991
- Robert Thaler (Pearl Bradford) 1985-87
- Terri Garber (Suzanne Collier) 1991-92
- Shell Danielson (Laken Lockridge) 1990-91
- Roberta Bizeau (Flame Beaufort 1990-91
- John Allen Nelson (Warren Lockridge) 1984-86
- Gina Gallego (Santana Andrade) 1985-87
- Rupert Ravens (Danny Andrade) 1984-86
- Dane Witherspoon (Joe Perkins) 1984
- Melissa Reeves (Jade Perkins) 1984-85
- Kerry Sherman (Amy Perkins) 1984-86
- Richard Eden (Brick Wallace) 1984-87
- David Haskell (Nick Hartley) 1985-86)
- Jane Sibbett (Jane Wilson) 1986-87